# Vegán divat
A vegán divat azt a divatirányzatot jelenti, amelynek jellemzője az állati eredetű anyagokból készült divatcikkek (textíliák, bőrök, szőrmék és az ezekből készült termékek) elutasítása.
A veganizmus (vagy vegánság) filozófiai szemléletmód, amelynek célja elsősorban az állatok szabadságának és élethez való jogának fel- és elismerése, ezért „kegyetlenségtől mentesnek” nevezik. Emellett hatása van az állattenyésztés okozta környezetterhelés csökkentésére is. A vegánok – akárcsak a vegetáriánusok – kerülnek minden állati eredetű élelmiszert, de ezenfelül nem használnak semmilyen egyéb állati eredetű terméket sem (még tojást, tejet vagy mézet sem), és nem vásárolnak állatkísérletekhez köthető vagy állatokon tesztelt termékeket.

Vegán jelvény

## A vegán divat
A divat területén a vegán irányzat azt jelenti, hogy az ide tartozó ruházati és divatcikkek nem készülhetnek állati eredetű szálasanyagokból, bőrből vagy szőrméből, tollból, ill. olyan anyagból, amelynek készítéséhez bármilyen formában állati eredetű terméket, segédanyagot, színezéket stb. használtak.
A divatipar irányítóinak megítélése szerint a vegánizmus világszerte erősödik. A veganizmus hívei tudatosabban változtatnak életmódjukon és arra törekednek, hogy fogyasztási szokásaik is tükrözzék világnézetüket: az egészséges életmód, az állatvédelem, a környezetvédelem, az ún. „bio-termékek”, a méltányos kereskedelem (fair trade) és a fenntartható fogyasztás iránti elkötelezettségüket.

## Vegán textíliák
A fentiek értelmében a vegán textíliák elsősorban növényi eredetű szálasanyagokból készülnek. Közös előnyük, hogy biológiailag lebonthatók, így a gyártásban és a használat során keletkező hulladékaik környezetkímélő módon ártalmatlaníthatók (komposztálhatók). A vegán textíliákkal kapcsolatos szakirodalom elsősorban az alábbiakat említi, mint előnyben részesítendőket:
- Biopamut (organikus pamut)  – A biogyapotot – a „közönséges” gyapottal ellentétben – műtrágya és növényvédő vegyszerek mellőzésével, viszonylag kis öntözővíz-felhasználás mellett termesztik, és mivel rovarirtó szereket sem alkalmaznak, megfelelnek a vegán követelményeknek, amelyek elutasítják az állatokkal szembeni kegyetlen eljárásokat.
- Len – A len ősidők óta a ruházkodás népszerű nyersanyaga, amelyet szép fénye, hűvös tapintása, nagy szakítóereje, rugalmassága, könnyű fehéríthetősége és színezhetősége teszi kedvelt textil-és ruhaipari nyersanyaggá. Nem allergén és termesztése kevesebb növényvédő szert és műtrágyát igényel.
- Kender – A kender növényvédő szerek vagy műtrágyák használata nélkül termeszthető, így ideális az ökológiai gazdálkodáshoz. Fogásában és légáteresztő képességében hasonlít a lenhez. Bár elsősorban műszaki textíliák készítésére használják, de pamuthoz keverve újabban megjelent ruházati termékek (pl. zoknik[7]), cipők[8] anyagaként is.
- Lyocell – A műselymek kategóriájába tartozó, természetes eredetű mesterséges szálasanyag, amit különböző növényekből (elsősorban fából, de emellett pl. hínárból, bambuszból) állítanak elő, a viszkózhoz képest jóval környezetkíméletesebb eljárással. Tulajdonságai jobbak, mint a viszkózszálé: száraz és nedves állapotban egyaránt erős szál, a belőle készült textília szép esésű, jól színezhető és gyűrődésre sokkal kevésbé érzékeny, mint a viszkóztermékek.
- Modál – Ugyancsak a műselymek egyik fontos fajtája. Gyártásához fából nyert cellulózt használnak. A viszkózhoz képest jobb lúgállóságú, nedves állapotban is megtartja szakítószilárdságát és kevésbé duzzad (azaz a belőle készült ruhadarab mérettartóbb, a mosásban kevésbé „megy össze”).
- Tengeri hínár – A hínár az egyik leggyorsabban növekvő élő szervezet a Földön. Ökológiai értelemben azért is kiváló alapanyag, mert mosásakor nem kerülnek lemorzsolódó, szennyező részecskék a vízbe, hulladéka komposztálható a földben, de állatok számára takarmányként is hasznosítható. Gazdaságilag is hasznos, hiszen akvafarmokon termesztik, ellenőrzött körülmények között, ami munkát ad a halászoknak a halászidényen kívül eső időszakokban is. A hínárból nyert cellulózból viszkóz eljárással készítenek műselyemfonalat.[9]
- Kókuszrost – A kókuszdiót héjából származó rostokból köteleket, szőnyegeket, geotextíliákat gyártanak.[10] A hulladékból kinyerhető a cellulóz, amiből viszkóz-eljárással mesterséges szálasanyagot állítanak elő.[11]
- Eukaliptusz – Az eukaliptusz textilipari felhasználásra alkalmas rostokat nem tartalmaz ugyan, de a belőlük kivont cellulózból viszkóz- vagy lyocell-eljárással mesterséges szálasanyagot gyártanak.[12]
- Bambusz – A bambusz szárát alkotó rostokból kinyerik a cellulózt és abból viszkózszálat készítenek.[13]
- Szójabab – A szójabab héjából, mint a szójabab-feldolgozás melléktermékéből nyert fehérjéből készített mesterséges szálasanyagot lehet előállítani. Az anyagot fénye, tartóssága, melegtartó képessége és kényelme jellemzi. Környezetkímélő, mert biológiailag lebontható anyag.[14]

Hangsúlyozzuk tehát, hogy a tengeri hínár, az eukaliptusz és a bambusz „csupán” a belőle előállított cellulóz, ill. a szójabab esetében az azt felépítő fehérje kémiai feldolgozásával szolgáltat textilszálak gyártására alkalmas anyagot, közvetlenül nem alkalmasak fonalak fonására. Az alkalmazott kémiai eljárások annyira megváltoztatják az eredeti növény esetleges gyógyhatású (antibakteriális, antiallergén stb.) tulajdonságait – amit a marketing szövegek gyakran félrevezetően hangsúlyoznak –, hogy azok a fonalban és a késztermékben már nem érvényesülnek. Ezeket a jó tulajdonságokat legfeljebb a textilkikészítés során lehet mesterséges úton megadni a ruhaanyagoknak, azonban ezek az utólagos kezelések más nyersanyagú textíliákon is alkalmazhatók.
Minthogy ezek a növényi eredetű szálakból készített textíliák már nem hordozzák az eredeti növény tulajdonságait, az is szabálytalan, ha például „bambuszzoknit” vagy „eukaliptuszinget” reklámoznak, hiszen a termék valójában nem közvetlenül bambusz- ill. eukaliptuszrostokból készül (mint ahogy a pamut esetében valóban a gyapotnövény terméséről leválasztott szálakból készül a fonal), hanem az azokból kémiai átalakítás útján nyert mesterséges viszkóz- vagy lyocellszálakból.
Továbbá fontos felismerni ezen kémiai folyamatok környezeti hatásait. A viszkóz és a lyocell előállítása jelentős kémiai kezelést és erőforrás-felhasználást igényel, ami, ha nem megfelelően kezelik, hozzájárulhat a szennyezéshez és az erőforrások kimerüléséhez. A fogyasztóknak tisztában kell lenniük textilválasztásaik környezeti lábnyomával, és olyan termékeket kell keresniük, amelyek fenntartható gyakorlatok és tanúsítványok révén minimalizálják a káros hatásokat. Azáltal, hogy megértik ezen anyagok és gyártási folyamataik valódi természetét, a fogyasztók felelősségteljesebb döntéseket hozhatnak, amelyek támogatják mind a környezeti fenntarthatóságot, mind az etikus gyártási gyakorlatokat.
A felsorolt növények ill. a belőlük előállítható szálasanyagok mellett a vegán szemléletnek megfelelnek a szintetikus szálasanyagok is, amelyeket kőolaj-származékokból, tisztán kémiai úton állítanak elő és semmilyen kapcsolatuk nincs állatokkal. Ezek között a vegán divat számára különösen fontosak azok a fajták, amelyeket újrahasznosított szintetikus anyagokból készítenek, hiszen ezek hozzájárulnak a fejlődés fenntartásához. Ilyen elsősorban az
- újrahasznosított poliészter – amelyet elsősorban műanyag- (PET-) palackokból állítanak elő[17] és az
- újrahasznosított poliamid  – amihez főleg elhasznált nejlontextíliák (pl. harisnyák, tönkrement halászhálók, szőnyegek, hulladékfonalak és -kelmék stb.) szolgáltatják az alapanyagokat.[18]

A környezetvédelem szempontjából kétségtelen hátrány az, hogy az ezekből az anyagokból készült textíliák mosásánál elkerülhetetlenül apró részecskék, „mikroműanyagok” kerülnek a szennyvízbe és onnan a természetes vizekbe, amelyek káros szennyező hatására a környezetvédők már felhívták a figyelmet. Ezeket a legfeljebb 5 μm méretű, szemmel nem is látható részecskéket a szennyvíztisztítási folyamat sem távolítja el.

## Vegán bőrök, szőrmék
A textilanyagokon kívül a bőrök is nagy szerepet játszanak a divatiparban, így a vegán szemlélet ezekre is kiterjed. Mivel azonban a valódi bőr és szőrme jellegzetesen állati eredetű, ezeket a vegán divat elutasítja és csak azokat az anyagokat engedélyezi, amelyek kinézetükben és tulajdonságaikban hasonlítanak ugyan a valódi bőrökhöz ill. szőrmékhez, de amelyeket mesterséges úton állítottak elő. Ezeket az anyagokat három csoportba sorolják:
- természetes eredetű anyagok (pl. MuSkin, Kombucha, SnapPap),
- túlnyomórészt műanyagból, de természetes anyagok felhasználásával készültek (Appleskin, Desserto, Pinatex, Vegea, Teak Leaf), továbbá
- kizárólag műanyagból készült termékek, például a hagyományos PVC vagy poliuretán (PUR).

Ezek az alternatív anyagok – amelyeket semmiképpen nem szabad „bőr”-nek nevezni! – nem jobbak, mint a valódi bőr, különösen tartósság szempontjából maradnak el attól, aminek nyilvánvaló következményei vannak a fenntarthatóságra.
A szőrmék esetében a műszőrmék felelnek meg a vegán követelményeknek, amelyek különböző szintetikus (gyakran részben újrahasznosított) szálasanyagokból, kötés- vagy szövéstechnológiával készülnek és mind külsejükben, mind tulajdonságaikban (főleg melegtartó képességükben) egyenértékűek a természetes szőrmékkel.

## A Vegán Védjegy
A veganizmus hívei számára fontos, hogy felismerjék azokat a termékeket, amelyek anyaga megfelel a vegán követelményeknek. Ehhez nyújtanak segítséget azok a tanúsítványok, amelyeket ezeken az árucikkeken bejegyzett védjegyek formájában feltüntetnek. Ahhoz, hogy egy termék megkapja ezt a jogot, gondos és hiteles vizsgálatokon kell átesnie, amit szakosított laboratóriumok végeznek el. Ilyen tanúsítás például a birminghami (Egyesült Királyság) székhelyű The Vegan Socety által 1999-ben bevezetett Vegán Védjegy (Vegan Trademark). Nemcsak ruházati cikkeken alkalmazzák, hanem kozmetikumokon, élelmiszereken, italokon, háztartási cikkeken stb. is.